# Slovenska popevka 1974
Slovenska popevka 1974 je potekala od 6. do 8. junija v ljubljanski Hali Tivoli. Vodila sta jo Vili Vodopivec in Milanka Bavcon. Festival je prinesel 22 novih popevk, ki so bile predstavljene v dveh izvedbah, domači in tuji. Na zaključnem večeru so bile ponovno izvedene vse nagrajene skladbe.

## Nastopajoči
I. večer
| #   | Slovenska izvedba | Tuja izvedba                            | Naslov pesmi                 | Avtor glasbe     | Avtor besedila     | Avtor aranžmaja |
| --- | ----------------- | --------------------------------------- | ---------------------------- | ---------------- | ------------------ | --------------- |
| 1.  | Alenka Pinterič   | Janina Matei (Romunija)                 | Ljubljana v megli            | Vasko Repinc     | Duša Repinc        | Bojan Adamič    |
| 2.  | Edvin Fliser      | Peter Beil (Nemčija)                    | Dober dan                    | Ati Soss         | Svetlana Makarovič | Ati Soss        |
| 3.  | Lidija Kodrič     | Senka Veletanlić (Bosna in Hercegovina) | Sreča je                     | Aleksandar Korać | Svetlana Makarovič | Z. Skerl        |
| 4.  | Srce              | Grupa 777 (Hrvaška)                     | Maj, zlati maj               | Janez Bončina    | Marjan Malikovič   |                 |
| 5.  | Tatjana Gros      | Radojka Šverko (Hrvaška)                | Zelena leta                  | Jože Privšek     | Elza Budau         | Jože Privšek    |
| 6.  | Majda Sepe        | Michel Orso (Francija)                  | Uspavanka za mrtve vagabunde | Mojmir Sepe      | Frane Milčinski    | Mojmir Sepe     |
| 7.  | Lado Leskovar     | Pino Donaggio (Italija)                 | Tvoje roke                   | Jani Golob       | Elza Budau         | Mario Rijavec   |
| 8.  | Ivo Mojzer        | Micha Marah (Belgija)                   | Cifra mož                    | Jože Privšek     | Frane Milčinski    | Jože Privšek    |
| 9.  | Meta Malus        | Marina (Grčija)                         | Vsakdanja zgodba             | Ati Soss         | Elza Budau         | Ati Soss        |
| 10. | Oto Pestner       | Karol Duchoň (Slovaška)                 | Za ljubezen hvala ti         | Boris Kovačič    | Elza Budau         | Mario Rijavec   |
| 11. | Nada Žgur         | Louisa Jane White (Velika Britanija)    | Najlepši kraj                | Dečo Žgur        | Nastja Žgur        | Dečo Žgur       |

II. večer
| #   | Slovenska izvedba | Tuja izvedba                      | Naslov pesmi       | Avtor glasbe   | Avtor besedila     | Avtor aranžmaja |
| --- | ----------------- | --------------------------------- | ------------------ | -------------- | ------------------ | --------------- |
| 1.  | Meta Močnik       | Anna Jantar (Poljska)             | Čas je zlato       | Jani Golob     | Elza Budau         | Jani Golob      |
| 2.  | Andrej Plevnik    | Ann Bushnell (Irska)              | Skromna deklica    | Milan Ferlež   | Svetlana Makarovič | Milan Ferlež    |
| 3.  | Zoran Crnkovič    | Teréz Harangozó (Madžarska)       | Gremo na morje     | Zoran Crnkovič | Zoran Crnkovič     | Dečo Žgur       |
| 4.  | Marjetka Falk     | Waterloo & Robinson (Avstrija)    | Zvezdice za srečo  | Bor Gostiša    | Milan Jesih        | Milan Mihelič   |
| 5.  | Berta Ambrož      | Anne Karin (Zahodna Nemčija)      | Ša-ba-da           | Aleš Kersnik   | Elza Budau         | Jure Robežnik   |
| 6.  | Braco Koren       | Bojan Kodrić (Hrvaška)            | Najin dom          | Mojmir Sepe    | Elza Budau         | Mojmir Sepe     |
| 7.  | Janez Bončina     | Jenny Darren (Velika Britanija)   | Maja z biseri      | Jure Robežnik  | Dušan Velkaverh    | Janez Gregorc   |
| 8.  | Ditka Haberl      | Vincent Edward (Velika Britanija) | V meni raste drevo | Jože Privšek   | Dušan Velkaverh    | Jože Privšek    |
| 9.  | Janko Ropret      | José Marques (Španija)            | Mali oglas         | Mojmir Sepe    | Branko Šömen       | Mojmir Sepe     |
| 10. | Elda Viler        | Nicole Croisille (Francija)       | Ta svet            | Ati Soss       | Branko Šömen       | Ati Soss        |
| 11. | Ultra             | Design (Velika Britanija)         | Potepuh            | Vasko Repinc   | Duša Repinc        | Dečo Žgur       |

## Seznam nagrajencev
Nagrade občinstva
- 1. nagrada: Uspavanka za mrtve vagabunde Mojmirja Sepeta (glasba) in Franeta Milčinskega (besedilo) v izvedbi Majde Sepe v alternaciji z Michelom Orsojem
- 2. nagrada: Za ljubezen hvala ti Borisa Kovačiča (glasba) in Elze Budau (besedilo) v izvedbi Ota Pestnerja v alternaciji s Karolom Duchoňem
- 3. nagrada:

- Potepuh Vaska Repinca (glasba) in Duše Repinc (besedilo) v izvedbi skupine Ultra v alternaciji s skupino Design
- Ta svet Atija Sossa (glasba) in Branka Šömna (besedilo) v izvedbi Elde Viler v alternaciji z Nicole Croisille

Nagrade mednarodne žirije in nagrade revije Stop
- 1. nagrada mednarodne žirije in zlati prstan revije Stop: Uspavanka za mrtve vagabunde Mojmirja Sepeta (glasba) in Franeta Milčinskega (besedilo) v izvedbi Majde Sepe v alternaciji z Michelom Orsojem
- 2. nagrada mednarodne žirije in srebrni prstan revije Stop: Maj, zlati maj Janeza Bončine (glasba) in Marjana Malikoviča (besedilo) v izvedbi skupine Srce v alternaciji z Grupo 777
- 3. nagrada mednarodne žirije in bronasti prstan revije Stop: Maja z biseri Jureta Robežnika (glasba) in Dušana Velkaverha (besedilo) v izvedbi Janeza Bončine v alternaciji z Jenny Darren

Nagrada za besedilo
- Frane Milčinski za pesem Uspavanka za mrtve vagabunde

Nagrada za aranžma
- Jože Privšek za pesem Zelena leta

Nagrada za najboljšega mladega skladatelja
- Zoran Crnkovič za pesem Gremo na morje

Velika zlata plaketa Slovenske popevke
- Marjana Deržaj